# Datarock
Datarock is een Noorse electro-rock- en post-punkband. De band zelf beschrijft hun geluid als een mengeling van muzikale stijlen waar ze van houden.

## Biografie
De groep werd in 2000 opgericht door Fredrik Saroea, Ketil Mosnes en Kevin O'Brien tijdens een muziekfestival in Bergen, waarna al snel Tom Mæland werd ingehuurd. O'Brien en Mæland verlieten later echter de band, maar het duo Saroea en Mosnes gingen verder met het project. De bandleden geven zelf aan dat Devo, Talking Heads en de Happy Mondays hun belangrijkste invloeden zijn. Datarock heeft een album en drie ep's uitgegeven. Hun debuutalbum Datarock Datarock werd in 2005 door hun eigen label YAP (Young Aspiring Professionals) in tien landen uitgegeven en het album kreeg goede kritieken, vooral in het Verenigd Koninkrijk. Het album werd in 2007, met vier nieuwe nummers en min twee bestaande nummers, ook uitgeven in Noord-Amerika. De single Computer Camp Love kwam in 2005 op nummer twaalf in de Australische Triple J Hottest 100 en op nummer 88 op de lijst van de beste nummers van 2007 van het Amerikaanse Rolling Stone.
Hun nummers komen ook voor in enkele computerspellen. Fredrik Saroea heeft ook enkele solo-nummers opgenomen, waaronder I Will Always Remember You, een duet met de Noorse zangeres Annie. Dat nummer staat op de Noord-Amerikaanse versie van hun debuutalbum.

## Discografie

### Albums
- Datarock Datarock (2005)
- Red (2009)

### Ep's
- Datarock / Stockhaus - Split EP (2001)
- Computer Camp Love (2003/2005)
- See What I Care (2007)

### Singles
- Computer Camp Love (2004)
- Fa-Fa-Fa (2006)
- I Used To Dance With My Daddy (2007)
- True Stories
- Give It Up